# Simpsonichthys cholopteryx
Simpsonichthys cholopteryx é uma espécie de peixe das nuvens ou killifish, endêmica do Brasil, mais especificamente Mato Grosso, que se encontra presente em lagoas temporárias no período chuvoso do Cerrado.

## Área de Ocorrência
Esse peixe foi encontrado pela primeira vez em um corpo d'água chamado Ribeirão do Sapo entre o município de Alto Araguaia e o encontro das rodovias MT-100 e MT-481, outro local de registro da espécie foi em um canal artificial no Córrego do Sapinho a alguns quilômetros do primeiro registro.

## Estado de Conservação
O ICMBio categorizou essa espécie como Em Perigo (EN) devido ao declínio da qualidade de seu habitat..